# Auyantepuia laurae
Auyantepuia laurae es una especie de arácnido del orden de los escorpiones de la familia Chactidae oriundo de la Guayana Francesa, en Sudamérica.
Son escorpiones de pequeño tamaño, midiendo entre 27.5 y 28.2 mm de longitud total. Presenta una coloración marrón rojiza teniendo el caparazón, quelíceros, pedipalpos y las piernas marcadas con manchas más oscuras.